# Diaea socialis
Diaea socialis är en spindelart som beskrevs av Main 1988. Diaea socialis ingår i släktet Diaea och familjen krabbspindlar.
Artens utbredningsområde är Western Australia. Inga underarter finns listade i Catalogue of Life.